# Historia de Valdemoro
La historia de Valdemoro puede dividirse en tres grandes bloques: los restos humanos de asentamientos de carácter temporal, la fundación de la villa actual en tiempos de la Reconquista y el periodo actual, cuando Valdemoro pasa de pueblo agrícola a ciudad industrial y de servicios.
Según contaba en el siglo XVIII el geógrafo de la corte, Tomás López, Valdemoro "fundáronla los moros y la llamaron Valle del Miro(colegio Valle del Miro que está en Valdemoro), era en ese tiempo arrabal de la Villa de Bayona cerca del río Jarama, y casi de dos leguas de aquí, fue Corte de Reyes Árabes, con una dilatadísima población".

## Orígenes

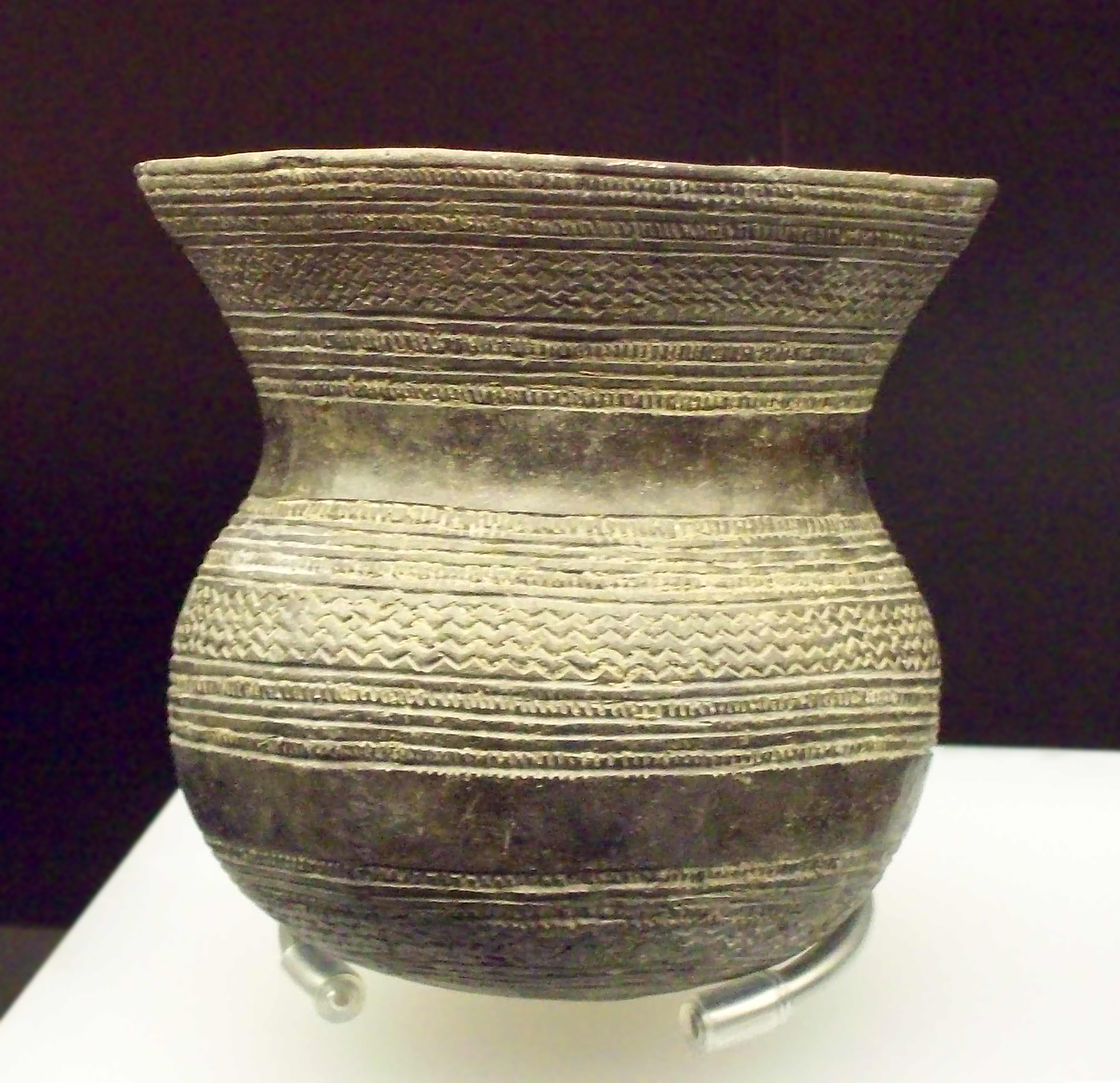
Vaso campaniforme de Ciempozuelos, Museo Arqueológico Nacional, Madrid.

Los primeros indicios de presencia humana en Valdemoro se remontan a la Edad del Hierro, hallados en la finca de El Espartal, al este del municipio. De la Edad del Bronce abundan los fondos de cabaña, así como algunos poblados que evidencian el carácter estratégico de la zona. Del periodo calcolítico se han encontrado numerosos elementos materiales: puntas de flecha, cuchillos, lascas y láminas en sílex, cuarcita e incluso fibrolita.
Pero sin duda, el yacimiento de mayor importancia de la localidad es el llamado Vaso Campaniforme de Ciempozuelos, hallado en el extremo sureste del término municipal de Madrid, pero más próximo al casco urbano de Ciempozuelos. De la época romana, hay restos de una villa tardorromana, que tuvo continuidad hasta el periodo visigodo.
La finca de El Espartal está declarada Bien de Interés Cultural, en la categoría de zona arqueológica.

## Fundación
Se han encontrado en el subsuelo vestigios de antiguos métodos orientales para el abastecimiento de agua, que vienen a confirmar la probable fundación musulmana de la actual villa de Valdemoro. Sin embargo, parece ser que a la llegada de los musulmanes, ya existía la población, cuyos habitantes opusieron una fuerte resistencia a la invasión, fieles a la caída dinastía goda. 
Tras la Reconquista, las disputas entre los obispos de Segovia y Palencia dan como resultado la anexión de Valdemoro al concejo segoviano en 1190, mediante un privilegio del rey Alfonso VIII de Castilla y la mediación del papa Clemente III. Llegó a ser cabeza de sexmo, uno de los municipios más importantes de la Transierra madrileña, abarcando los términos de Chinchón, Bayona, Villaconejos, Valdelaguna, Seseña, San Martín de la Vega y Ciempozuelos.

## Edad Moderna
A mediados del siglo XIV pasó a formar parte del Adelantado Mayor de Castilla, Hernán Pérez de Portocarrero, convirtiéndose a finales del mismo siglo en un señorío eclesiástico perteneciente al arzobispado de Toledo. Por entonces, el rey Enrique III de Castilla le concede el privilegio de Villa, facilitando su desarrollo económico y social.
En 1577, el rey Felipe II de España lo enajena del arzobispado de Toledo, pasando a ser villa de realengo. Poco más tarde, pasaría a manos de Melchor de Herrera, marqués de Auñón. Por esta época se fundó la comunidad religiosa del Convento del Carmen. Años más tarde los herederos del marqués lo venderían a Francisco Gómez de Sandoval y Rojas, Duque de Lerma y valido de Felipe III de España, quien impulsaría el desarrollo de la población y la creación de una feria comercial. Precisamente por necesidades de esta feria, se mandaría construir en 1605 la Fuente de la Villa, uno de los monumentos más emblemáticos del municipio, que serviría de abrevadero para los ganados. En 1616 se inauguró el Convento de Santa Clara perteneciente a la regla de Santa Clara.
Durante la segunda mitad del siglo XVII se realizarían las obras más importantes de la Iglesia parroquial.
Ya en el siglo XVIII, y gracias a José Aguado Correa, hidalgo cortesano, natural de la villa, Valdemoro conseguiría salir de unos años de decadencia y penuria. La llegada de los Borbones y sus aires de renovación industrial, daría la oportunidad a Aguado de traer a su pueblo natal una fábrica de paños que reactivaría la economía local. A finales de siglo, otro valdemoreño, Pedro López de Lerena, Consejero de Estado y Ministro de Hacienda en la Corte de Carlos III y Carlos IV, intentó conseguir todo tipo de favores para su pueblo. Fundó las escuelas públicas (1792), remodeló la parroquia, deteriorada tras el Terremoto de Lisboa de 1755, influyendo decisivamente en la venida de artistas tan notables como Francisco de Goya o los hermanos Bayeu, Francisco y Ramón, para que trabajaran en el retablo mayor. También puso en funcionamiento la antigua fábrica de Correa, que no alcanzaría los resultados esperados en una población que, como la mayoría de su época, seguía anclada en sus orígenes en la Edad Media.
En el siglo XIX, junto a una economía eminentemente agraria, aparecería una incipiente industria de explotación del yeso. En esta época los vinos de Valdemoro alcanzarían cierto renombre en la comarca. Este tímido desarrollo sería interrumpido trágicamente con la Guerra de la Independencia. El paso del ejército francés por la villa ocasionaría pérdidas humanas y un deterioro del patrimonio artístico y documental.
En 1822, ya en el reinado de Fernando VII, Valdemoro pasaría a pertenecer a la provincia de Madrid. El año 1851 traería un gran acontecimiento: el trazado de la línea férrea de Madrid a Aranjuez pasaría por la población. Pocos años más tarde, en 1855, otro hecho notable cambiaría las características del municipio, la construcción del Colegio de Guardias Jóvenes "Duque de Ahumada" en los antiguos solares de la fábrica de paños, donde en la actualidad se encuentra el parque Duque de Ahumada. El Colegio fue trasladado a las afueras del municipio en 1972.

## SigloXXy actualidad
En el siglo XX y con motivo de la Guerra Civil, Valdemoro vuelve a tener pérdidas humanas y de patrimonio histórico artístico de importancia. Hasta bien entrados los años 50 no se volvería a recuperar su estabilidad económica.
La vuelta de la democracia en 1975 supuso el inicio de una nueva era en el municipio, con un gran crecimiento urbanístico e industrial. La creación de nuevos polígonos industriales y sobre todo, nuevos barrios (El Restón, UDE Oeste-Norte, Las Comunidades) ha dotado a Valdemoro de una nueva imagen, experimentando una rápida transición de municipio rural a ciudad dormitorio. Este crecimiento sigue produciéndose en la actualidad, y se espera que en los próximos años la localidad siga aumentando su población, creándose a su vez nuevas infraestructuras, como el hospital o el futuro campus sanitario.